# Croce pro Benemerenti

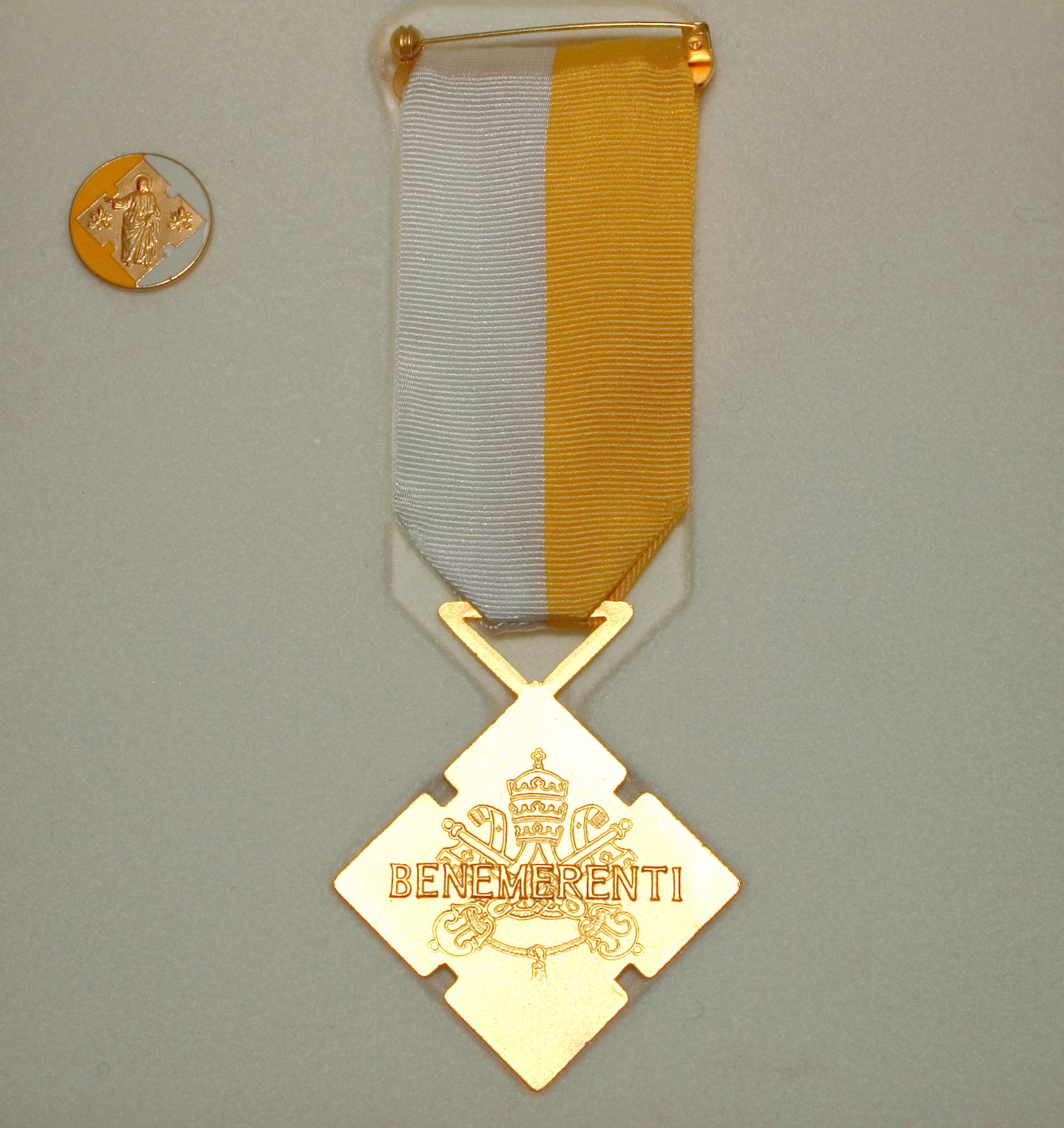
Il retro della Croce pro Benemerenti

La Croce pro Benemerenti è un'importante onorificenza della Santa Sede e distintivo d’onore. È la più antica benemerenza pontificia a tutt'oggi in circolazione.

## Storia
La medaglia venne istituita in maniera informale da papa Pio VII nel 1818 dopo la ripresa di potere e la fine del dominio napoleonico a Roma per premiare la fedeltà di coloro che si fossero distinti verso il pontefice, anche durante l'invasione. Con papa Gregorio XVI nel 1832 la medaglia divenne una decorazione ufficiale ed è la stessa che viene tutt'oggi conferita a quanti abbiano prestato un lungo ed eccezionale servizio alla chiesa cattolica e al pontefice presso le loro diocesi, le loro comunità civili o religiose, od in particolare presso la Sede Apostolica. Viene infatti riconosciuta in via preferenziale a coloro i quali prestano un servizio distinto, per fedeltà e capacità, nei confronti della persona del Romano Pontefice e della Santa Sede, per un continuo e prolungato periodo.
Nel 1925 vennero per la prima volta ammessi a ricevere questa decorazione anche i laici e i militari come segno di grande distinzione e di benemerenza verso la Chiesa e il Papa. Insieme alla Croce pro Ecclesia et Pontifice è ad oggi la più alta benemerenza che può essere destinata ai laici cattolici.

## Gradi e requisiti
Dalla sua fondazione la decorazione disponeva di tre gradi per ordine di merito:
- Medaglia d'oro
- Medaglia d'argento
- Medaglia di bronzo

La divisione rimase tale sino all'epoca di Paolo VI il quale abolì tutte le classi ad eccezione di quella in oro che permane tutt'oggi.
Da statuto esistono dei canoni precisi per avere accesso alla decorazione:
- Religiosi: almeno 35 anni di età e 10 di professione religiosa
- Laici: almeno 35 anni di età
- Militari: di norma la decorazione viene riservata ai membri della Guardia Svizzera Pontificia, del Corpo della Gendarmeria Pontificia e del Corpo dei Vigili del Fuoco Pontifici con almeno 35 anni di età, con delle differenze a seconda degli anni di servizio.

## Insegne
La medaglia consiste in una croce romboidale in oro avente sul diritto l'immagine di Cristo benedicente affiancato da due stemmi papali, mentre sul retro la croce presenta la scritta "BENEMERENTI" che sovrasta le chiavi decussate col triregno. In tempi precedenti la medaglia era un tondo bronzeo raffigurante sul diritto il volto del pontefice ed avente sul retro la scritta "BENEMERENTI". Il tutto era sovrastato dal triregno papale con chiavi decussate dorato nel caso di conferimenti a laici o religiosi, oppure da un trofeo militare nel caso di conferimento a militari.
Il nastro è metà giallo e metà bianco, a riprendere i colori della bandiera pontificia.

## Insigniti illustri dal 1949

### Pio XII
- Maria Augusta Trapp (1949) in riconoscimento per la fondazione della Trapp Family Austrian Relief Inc., un programma di aiuti per gli austriaci dopo le sofferenze della seconda guerra mondiale.

### Paolo VI
- Catherine O'Brien (1974) per lungo servizio presso la chiesa di San Domenico a Romford, Essex
- Edward Flannery
- Diana McKenzie (1978) presso Lynn Lake, Manitoba per il suo lavoro e l'impegno dimostrato presso la chiesa di Santa Maria Goretti del luogo

### Giovanni Paolo II
- Joeseph Lawrence Clery (1993), già Gran Cavaliere dell'Ordine di Colombo
- Gerard O'Donnell di Bathgate (1990), West Lothian per il suo servizio a favore dell'educazione cattolica.
- Patricia Vincent Stockley per il suo servizio a favore della chiesa cattolica in Nuova Zelanda
- Catherine Ann Cline (1995)
- Rita Gray per il suo servizio a favore dell'educazione cattolica
- James J Coniglio (1999)
- Arthur Eden (2000)
- Mrs Brenda Scott (2000), per mano del cardinale Thomas Winning per conto del papa
- Rosalba Falzone (2001)
- Mario Kreutzberger (2002)
- Hugh Gerard McGrellis per una vita devoluta a favore della chiesa cattolica avendo prestato servizio come sacrestano per oltre 70 anni presso la chiesa di Santa Maria Maddalena a Brighton

### Benedetto XVI
- John McCreadie (2007)
- Richard Gladwell (2009)
- Charles John Foote di St. George's Newfoundland, per 50 anni di servizio nella chiesa di San Giuseppe. La nomina venne presentata dal vescovo di Corner Brook and Labrador, Douglas Crosbie.
- Michael Madden (2008), Cork Ireland, in riconoscimento per il lungo esercizio della professione di sacrestano presso la chiesa di San Giuseppe di Riverstick, Cork. Ireland.
- Paul Lyng (2009) in riconoscimento dei 33 anni di servizio come sacrestano presso la chiesa dell'Assunta di Booterstown presso Dublino
- Joe Lomasney (2009) in riconoscimento dei suoi 53 anni di servizio come sacrestano nella chiesa dell'Immacolata Concezione di Araglen nella diocesi di Cloyne, Irlanda.
- John Parnell Murphy (2009) in riconoscimento per l'operato nell'associazione "People of God" della diocesi di Brooklyn, New York. La nomina venne presentata da Nicholas DiMarzio, vescovo di Brooklyn
- Barbara Conboy, Brigid Hanlon e John McManus (2009) per il servizio nella chiesa del Sacro Cuore dei gesuiti di Edimburgo, Scozia
- Ada Power (2009) per i servizi prestati alla diocesi di Killaloe
- Tony McAvoy (2009) per il suo impegno come cappellano laico. La nomina venne proposta da Seamus Cunningham, vescovo di Newcastle e Hexham
- Patrick Curran (2009) in riconoscimento dei 60 anni di servizio come sacrestano presso la parrocchia della Stella Maris di Greenwich. La nomina venne presentata dal vescovo Patrick di Southwark
- Tony Wagstaffe (2009) in riconoscimento per gli anni di servizio presso la parrocchia dei Santi Angeli di Ash, Surrey, Greenwich
- Joseph (Joe) Ryan (2009) per i 30 anni di servizio come sacrestano presso la chiesa di St. Elphege, Wallington, Surrey. La nomina venne presentata dal vescovo Paul Hendricks
- Dennis Selina (2009) per 69 anni di servizio come organista della chiesa parrocchiale di San Giuseppe di Pickering.
- Peggy Wilding e Olive Hewitt (2010) che hanno prestato entrambe servizio per 40 anni come sacrestane e assistenti della parrocchia presso la chiesa di chiesa di San Teodoro a Monkwick, Colchester
- Donald H Williams (2010) di Culloden Inverness  Archiviato il 19 novembre 2008 in Internet Archive.. La nomina venne presentata dal vescovo Peter Moran di Aberdeen.
- John Bannerman (2010) di Invergordon, Ross-Shire, in riconoscimento dei 72 anni di servizio come ministro straordinario della Comunione e sacrestano
- Michael M.F. Kummer (2010), Stoccarda, Germania , per i suoi 25 anni di servizio nelle comunità cattoliche militari in differenti paesi tra cui quelli germanofoni ed in Thailandia